# Nieuw-Beerta
Nieuw-Beerta, vroeger Beertsterhamrik (Gronings: Nij Beerte of Beetsterhammerk) is een dorp in de gemeente Oldambt van de Nederlandse provincie Groningen. Het dorp telt volgens gegevens van het CBS 110 inwoners (2023).
Het dorp ligt ten noordoosten van Beerta, ten westen van Bad Nieuweschans. Het is een langgerekt streekdorp met monumentale boerderijen, dat sinds 2009 een beschermd dorpsgezicht vormt. In de dorpskern (vroeger Kerkhorn of De Hörn genoemd) staan vooral arbeiders- en middenstandswoningen.

## Topografie
Tot het kerspel Nieuw-Beerta behoren vanouds het dorp Drieborg (vroeger Oudedijk), de buurtschappen Oudezijl en NIeuwe Statenzijl, verder de polders Kroonpolder, Stadspolder en Reiderwolderpolder (tweede afdeling). Binnen het dorpsgebied werden vroeger Westerhamrik en Oosterhamrik onderscheiden. De lage landen aan de noordkant van het dorp worden Binnenlanden genoemd, vroeger ook wel Achterhamrik; het polderland ten zuiden en westen van het dorp heet Uiterdijken. Een historische boerderijnaam is Westheerd; nieuwere boerderijnamen zijn Bloeie de landbouw, Everinaheerd, Moria-heerd, Hardenberg, Landjuweel, Spitlanden en Zuidwending. De Jacob Sijpkensheerd werd in 1926 ingericht als akkerbouwproefboerderij; dit bedrijf werd in 1970 voortgezet op de Ebelsheerd.

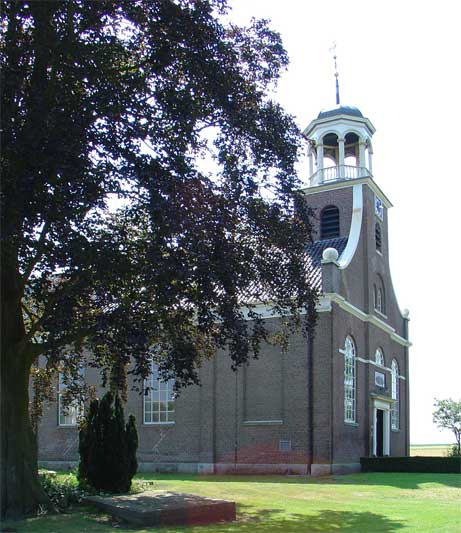
De waterstaatskerk van Nieuw-Beerta

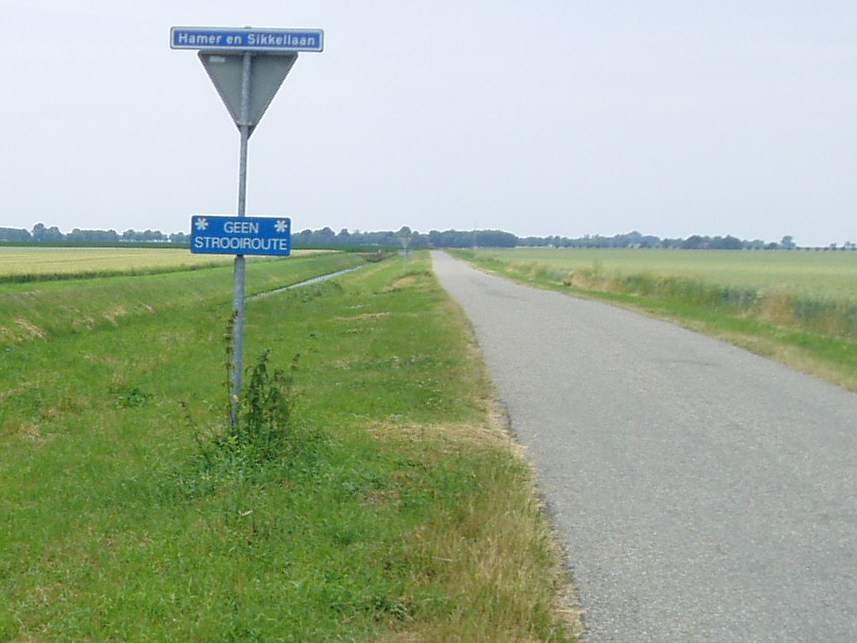
Ingang naar de hamer en sikkellaan vanaf de weg tussen Beerta en Nieuw-Beerta, een merkteken van de historische aanhang van het communisme in deze streek.

## Geschiedenis
Nieuw-Beerta is ontstaan in de zestiende eeuw op de plek van het verdronken dorp Wynedaham, dat rond 1500 bij Beerta is gevoegd. Het gebied is nooit helemaal onbewoond geweest; de boerderijen stonden noordelijker in de zogenaamde Binnenlanden, hetzij op verhoogde erven dan wel op resterende stukken hoogveen die later zijn verdwenen. Na de aanleg van een nieuwe zeedijk (ook Beersterhamdijk of Hamster Zeedijck genoemd) halverwege de zestiende eeuw verhuisden deze boerderij geleidelijk naar deze dijk. Over de dijk (nu de Hoofdweg) liep uitsluitend een smal voetpad, de verharde grintweg dateert van 1845. Als belangrijkste verbinding diende vanouds de Oudeweg of Hamweg (zo genoemd in 1541), die vanaf Beerta ten zuiden van de Tjamme richting Drieborg liep.
Nadat in 1657 de Schanskerdijk werd aangelegd, veranderden de uitgestrekte kwelders in vruchtbaar akkerland. Het dorp was een dochternederzetting van Beerta (vandaar de naam Beertsterhamrik, 'buitengebied van Beerta'). Op de kwelders van de Beersterham werd in 1696 de Kroonpolder aangelegd.
In 1665 kreeg het Nieuw-Beerta een eigen kerk. Het dorp werd een zelfstandige kerkelijke gemeente, maar het beheer over de kerkelijke goederen bleef tot 1680 gemeenschappelijk met Beerta. Beide dorpen bleven tot de Franse Tijd één collatie (kerkelijk kiesdistrict) vormen, waardoor landeigenaren van beide dorpen samen beslisten over de benoeming van predikanten en schoolmeesters. De eerste kerk werd al snel bouwvallig en werd in 1696 vernieuwd. De huidige kerk dateert uit 1856.
Het dorp had al langer een eigen school. In 1663 kregen de ingezetenen van de hoge Beersterhamricken ende Ulsda toestemming een korenmolen te bouwen, omdat de bestaande molen in Beerta het werk niet aankon. Die werd gebouwd in Nieuw-Beerta. Vóór 1716 kwam daar nog een grote pelmolen in Beersterhoogen (aan de Oudweg) bij. Deze stellingmolen werd in 1876 verplaatst naar Beerta.
Binnen het dorpsgebied ontstond in de achttiende eeuw de buurtschap Oudedijk (eerder Stocksterhorn , vanaf 1850 gedeeltelijk Drieborg genoemd), verder de poldernederzettingen Kroonpolder (1696) en Stadspolder (1740). In de Stadspolder was plek gereserveerd voor de bouw van een eigen kerk met een kerkhof, maar dit plan is nooit gerealiseerd. Bij Bad Nieuweschans lag het havenplaatsje Oudezijl met een handvol huizen.
De welvaart inn Nieuw-Beerta was spreekwoordelijk: "Nu zijt gij gekomen in het vette Oldampterland, het land Kanaän, waar de koeijen zijn als de ossen van Bazan",  zei de predikant van Beerta bij de intrede van zijn collega in 1794. Hier was het niet vergelijkbaar met het "eenvoudige Westerwoldingerland" of het "botte Drenthenland".
  

De bloeitijd van het dorp ligt na de midden van de negentiende eeuw. De fraaiste boerderijen dateren vooral uit die periode. Sinds 1845 liep de hoofdweg naar Duitsland door het dorp. Vreemde reizigers keken hun ogen uit. Een Franse edelman constateerde in 1860: 
De fraaie boerenhuizen hebben vijf vensters op de begane grond en op de eerste verdieping, hun daken bestaan uit geglazuurde dakpannen. Doordat ze aan de achterkant worden omsloten door een groot gebouw dat alles bevat, komt het woongedeelte goed uit. Allemaal hebben ze aan de voorkant tot aan de weg een terrein van wel 200 meter dat wordt gevormd door een gazon versierd met rozenperken en sierbomen. De charmante woningen van de boeren lijken allemaal op elkaar alsof ze gelijktijdig door dezelfde architect zijn gebouwd. 
Vanaf het einde van de negentiende eeuw groeiden de spanningen tussen landarbeiders en boeren. Dat ging gepaard met relletjes en stakingen. Het socialisme, het anarchisme en later het communisme hadden een grote aantrekkingskracht op de landarbeiders. De Hamer en Sikkellaan, een ruilverkavelingsweg die loopt ten westen van Nieuw-Beerta naar Kostverloren, herinnert aan deze tijd.
De socialistische uitgever Jan Bakker uit Drieborg publiceerde in 1893 een komedie over de verziekte sfeer op veel boerderijen. Centraal daarin staan de belevenissen van de verwende boerenknecht Harm uit Nieuw-Beerta, die zo tegendraads is dat hij in het hele Oldambt geen werk meer kan vinden. Hij gaat ten slotte naar het arme Westerwolde. Daar mag hij weliswaar bij de boer aan tafel eten, maar de schrale zandgrond, het saaie werk en de magere kost spreken hem niet aan. Harm besluit dan toch maar in dienst te gaan.
Hogere lonen gingen na de Tweede Wereldoorlog gepaard met voortgaande mechanisatie. Dit zorgde uiteindelijk voor een grote uitstoot van personeel in de landbouw. Een ingrijpende ruilverkaveling ondersteunde de schaalvergroting in de landbouw. De smalle opstrekkende heerden met kilometerslange slootjes maakten plaats voor grote, rechthoekige blokken. De poldermolens maakten plaats voor motorgemalen.
Omdat er weinig alternatieve werkgelegenheid was, trok een volgende generatie naar grotere plaatsen of naar andere delen van het land. De vergrijzing nam daardoor flink toe. Ook de middenstand verdween in 1970. Forenzen en gepensioneerden uit andere landsdelen vestigden zich daarentegen in het dorp.

## Sport en recreatie
Door deze plaats loopt de Europese wandelroute E9, ter plaatse ook Noordzeepad of Friese Kustpad geheten.

## Loop van de bevolking
- 1998 - 225 inwoners
- 2000 - 225 inwoners
- 2005 - 245 inwoners
- 2010 - 250 inwoners
- 2015 - 245 inwoners
- 2020 - 210 inwoners
- 2023 - 226 inwoners

## Waterstaat
Het kerspel Beerta, waartoe Nieuw-Beerta behoorde, vormde sinds de 16e eeuw een afzonderlijk dijkrecht. De dijkbrief van de kerspelen Beerta en Finsterwolde dateerde uit 1571. Het kerspel Beerta ging in 1636 een samenwerkingsverband aan met Winschoten en Blijham, dat na het zelfstandig worden van Nieuw-Beerta in 1665 werd betiteld als Vierkarspelenzijlvest. Beerta en Nieuw-Beerta namen tevens deel aan het Tienkarspelenzijlvest. Nieuw-Beerta trad in 1864 toe tot het boezemwaterschap Reiderland en vormde daarin het derde onderdeel. Sinds 2000 behoort het dorpsgebied tot het waterschap Hunze en Aa's.
In tegenstelling tot de rest het zijlvest vormden de molenpolders in Beerta en Nieuw-Beerta afzonderlijke waterschappen, die onder het bestuur van volmachten stonden. Op het grondgebied van Nieuw-Beerta ontstond in 1803 de Beertsterhamrikker Molenkolonie, sinds 1869 Spitlandermolenpolder genoemd ein in 1906 opgegaan in het waterschap Nieuwe Spitlanden. Daarnaast bevonden zich hier de waterschappen Stadspolder (1838), Simson (1842), Stadskiel (1868), Reiderwolderpolder (1868/1874, gedeeltelijk) en Carel Coenraadpolder (1923, gedeeltelijk). Sinds 2000 behoort het dorpsgebied tot het waterschap Hunze en Aa's.De poldermolens en stoomgemalen werden vervangen door de motorgemaal Hongerige Wolf en enkele kleinere motorgemalen.
De belangrijkste watergangen zijn Boezemkanaal en Westerwoldse Aa, vroeger ook Binnentjamme, Buiskooldiep, Heerensloot en Oude Aa. Beerta maakte deel uit van de boezemwaterschappen Vierkarspelenzijlvest en Tienkarspelenzijlvest, sinds 1864 het waterschap Reiderland. Sinds 2000 behoort het dorpsgebied tot het waterschap Hunze en Aa's.

## Geboren in Nieuw-Beerta
- Jan Freerks Zijlker (1805-1868), liberaal politicus
- Derk de Ruiter Zijlker (1835-1892), jurist en politicus
- Aeilko Zijlker (1840-1890), ondernemer en grondlegger van de Koninklijke Nederlandse Petroleum Maatschappij (thans Royal Dutch Shell)
- Boelo Luitjen Tijdens (1858-1904), herenboer en Kamerlid
- Edzo Hommo Ebels (1889-1970), politicus, burgemeester en Commissaris der Koningin
- André Knottnerus (1951), hoogleraar, ex-voorzitter van de Wetenschappelijke Raad voor het Regeringsbeleid

## Bekende inwoners
- Bastiaan Jan Ader (1909-1944), predikant en verzetsheld

## Trivia
- In Nieuw-Beerta is een automatisch weerstation actief van het KNMI. Op 25 juli 2019 werd daar een temperatuur geregistreerd van 37,9 graden, de hoogste temperatuur ooit gemeten in de provincie Groningen. In de winter is Nieuw-Beerta doorgaans een van de eerste stations waar de temperatuur het vriespunt bereikt, wanneer een vorstinval wordt verwacht. Derhalve wordt het station in zo'n periode nauwlettend in de gaten gehouden door weeramateurs.